# Мин (племя)
Мин (баш. мең, ног. мен, тат. мең) — древнетюркское племя кыпчакского происхождения, участвовавшее в этногенезе дёмской группы башкир, ногайцев и татар, потомки мингов. В процессе этногенеза испытали также монгольское влияние. Родственные этнографические группы со схожим названием имеются также в составе узбеков и киргизов.

## История
История формирования начинается с кипчакских каганатов. Этнически происходят от монгольских и тюркских племён Южной Сибири, Алтая и Центральной Азии, переселившихся начале 2‑го тыс. н. э. в низовья реки Сырдарья и в Приаралье. На формирование племени оказало влияние проживание в среде иранских, угорских и тюрко‑печенежских племён Приаралья, а позже в составе союза кипчакских племён Прикаспия и Приуралья (Дешт-и-Кипчак). В 13-14 веках минцы (минги) входили в состав Улуса Джучи. Во 2‑й половине 14 века мигрировали в Предуралье и расселились в нижнем течении реки Ик, в долинах рек Мензеля и Сюнь, а в 15-16 веках в бассейне реки Дёма и в районе слияния рек Уфа и Белая. Башкиры племени Мин под предводительством Канзафар-бия вели борьбу с Ногайской Ордой. После присоединения Башкортостана к России вотчинные земли племени составили Минскую волость Ногайской даруги. По данным российского историка XVIII века Петра Рычкова, в середине 18 века насчитывалось 477 дворов минцев. Башкирские минги подразделялись на 12 аймаков: Чуби-Минг, Кыркуйле-Минг, Яиксуби-Минг, Куль-Минг, Асылы-Минг, Ногайлар-Минг, Меркит-Минг, Уршак-Минг, Иликей-Минг, Сарайли-Минг, Ик-Минг, Кыбау-Минг.
Ряд авторов писали о монгольском происхождении мингов. По Г. Е. Грумм-Гржимайло, часть племени минг (мингат) с территории Монголии была отброшена на запад, где вошла в состав тюркских народов.

## Расселение
В 16-17 веках минцы заселяют район рек Дёма и Уршак.
В конце 18-19 веков территория расселения племени входила в Белебеевский, Мензелинский, Стерлитамакский и Уфимский уезды, а в период кантонной системы управления — во 2‑й, 3‑й, 5‑й, 7‑й, 8‑й, 9‑й, 11‑й кантоны (к нач. 40‑х годов 19 века).
В настоящее время наибольшая часть потомков минцев проживает в юго-западной части Башкортостана — в долине реки Дёмы, здесь они являются ядром территориальной группы башкир — дёмских башкир («Дим буйы башҡорттары», «Дим башҡорттары»).
Ныне территории расселения племени Мин входят в Альшеевский, Аургазинский, Бакалинский, Белебеевский, Бижбулякский, Благоварский, Благовещенского, Буздякского, Давлекановского, Иглинский, Кармаскалинский, Миякинский, Стерлитамакский, Туймазинский, Уфимский, Чишминский районы Республики Башкортостан, в Красноговардейский район Оренбургской области, а также в ряд населенных пунктов Минзелинского, Сармановского, Тукаевского районов Республики Татарстан.